# Waldron (Kansas)
Waldron és una població dels Estats Units a l'estat de Kansas. Segons el cens del 2000 tenia 17 habitants.

## Demografia
Segons el cens del 2000, Waldron tenia 17 habitants, 10 habitatges, i 5 famílies. La densitat de població era de 21,2 habitants/km².
Dels 10 habitatges en un 0% hi vivien nens de menys de 18 anys, en un 50% hi vivien parelles casades, en un 0% dones solteres, i en un 50% no eren unitats familiars. En el 50% dels habitatges hi vivien persones soles el 40% de les quals corresponia a persones de 65 anys o més que vivien soles. El nombre mitjà de persones vivint en cada habitatge era d'1,7 i el nombre mitjà de persones que vivien en cada família era de 2,4.
Per edats la població es repartia de la següent manera: un 0% tenia menys de 18 anys, un 0% entre 18 i 24, un 0% entre 25 i 44, un 35,3% de 45 a 60 i un 64,7% 65 anys o més.
L'edat mediana era de 76 anys. Per cada 100 dones de 18 o més anys hi havia 70 homes.
La renda mediana per habitatge era d'11.250 $ i la renda mediana per família de 36.250 $. Els homes tenien una renda mediana de 46.250 $ mentre que les dones 0 $. La renda per capita de la població era de 15.350 $. Cap de les famílies i el 28,6% de la població estaven per davall del llindar de pobresa.

## Poblacions més properes
El següent diagrama mostra les poblacions més properes.